# Tour des Alpes-Maritimes et du Var 2023
Le Tour des Alpes-Maritimes et du Var 2023, est la 55e édition de cette course cycliste sur route masculine. Il a lieu du 17 au 19 février 2023 dans les départements des Alpes-Maritimes et du Var, dans le sud de la France, et fait partie du calendrier UCI Europe Tour 2023 en catégorie 2.1. 

## Présentation

### Équipes
| WorldTeams (7)- AG2R Citroën Team - Arkéa-Samsic - Cofidis - Groupama-FDJ - Trek-Segafredo - EF Education-EasyPost - Team DSM ProTeams (4)- TotalEnergies - Uno-X Pro Cycling Team - Q36.5 Pro Cycling Team - Bingoal WB Équipes continentales (7)- Lotto Dstny Development Team - Go Sport-Roubaix Lille Métropole - Saint Michel-Mavic-Auber 93 - Nice Métropole Côte d'Azur - CIC U Nantes Atlantique - Astana Qazaqstan Development Team - Leopard TOGT Pro Cycling |
| |

### Diffusion
Les trois étapes sont diffusées par France 3 Côte d'Azur.

## Étapes
| Étape     | Date    | Villes étapes                  | type            | Distance (km) | Dénivelé (m) | Vainqueur d'étape      | Leader du classement général |
| --------- | ------- | ------------------------------ | --------------- | ------------- | ------------ | ---------------------- | ---------------------------- |
| 1re étape | 17 fév. | Saint-Raphaël – Ramatuelle     | étape vallonnée | 187           | 1 935 m      | Kévin Vauquelin        | Kévin Vauquelin              |
| 2e étape  | 18 fév. | Mandelieu-la-Napoule – Antibes | étape vallonnée | 179           | 2 538 m      | Mattias Skjelmose      | Kévin Vauquelin              |
| 3e étape  | 19 fév. | Villefranche-sur-Mer – Vence   | étape vallonnée | 139           | 2 413 m      | Aurélien Paret-Peintre | Kévin Vauquelin              |

## Déroulement de la course

### 1reétape
Cinq coureurs s'échappent au KM 5. Julien Bernard prend les points des grimpeurs devant Jean-Louis Le Ny; Maël Guégan est le dernier à être repris. Dans la côte de la Croix-Valmer, quelques coureurs se détachent; parmi ceux-ci Aurélien Paret-Peintre, Kevin Geniets, Neilson Powless et Kévin Vauquelin se jouent la victoire dans la montée de Ramatuelle. Vauquelin attaque à 1100 mètres de l'arrivée, Powless tente de le rattraper mais il reste distancé à quelques mètres. Kévin Vauquelin remporte sa première victoire professionnelle.
| \| Classement de l'étape \| Classement de l'étape \| Classement de l'étape \| Classement de l'étape \| Classement de l'étape \| \| Coureur \| Coureur \| Pays \| Équipe \| Temps \| \| --------------------- \| ---------------------- \| --------------------- \| --------------------- \| --------------------- \| \| 1er \| Kévin Vauquelin \| France \| Arkéa-Samsic \| 4 h 23 min 07 s \| \| 2e \| Neilson Powless \| États-Unis \| EF Education-EasyPost \| + 5 s \| \| 3e \| Kevin Geniets \| Luxembourg \| Groupama-FDJ \| + 5 s \| \| 4e \| Aurélien Paret-Peintre \| France \| AG2R Citroën Team \| + 9 s \| \| 5e \| Bryan Coquard \| France \| Cofidis \| + 25 s \| \| 6e \| Anthony Turgis \| France \| TotalEnergies \| + 25 s \| \| 7e \| Nacer Bouhanni \| France \| Arkéa-Samsic \| + 25 s \| \| 8e \| Anthony Perez \| France \| Cofidis \| + 25 s \| \| 9e \| Marco Tizza \| Italie \| Bingoal WB \| + 25 s \| \| 10e \| Clément Russo \| France \| Arkéa-Samsic \| + 25 s \| |                        |            |                       |                 |
| |                        |            |                       |                 |
| |                        |            |                       |                 |
| Classement de l'étape |                        |            |                       |                 |
| Coureur | Coureur                | Pays       | Équipe                | Temps           |
| 1er | Kévin Vauquelin        | France     | Arkéa-Samsic          | 4 h 23 min 07 s |
| 2e | Neilson Powless        | États-Unis | EF Education-EasyPost | + 5 s           |
| 3e | Kevin Geniets          | Luxembourg | Groupama-FDJ          | + 5 s           |
| 4e | Aurélien Paret-Peintre | France     | AG2R Citroën Team     | + 9 s           |
| 5e | Bryan Coquard          | France     | Cofidis               | + 25 s          |
| 6e | Anthony Turgis         | France     | TotalEnergies         | + 25 s          |
| 7e | Nacer Bouhanni         | France     | Arkéa-Samsic          | + 25 s          |
| 8e | Anthony Perez          | France     | Cofidis               | + 25 s          |
| 9e | Marco Tizza            | Italie     | Bingoal WB            | + 25 s          |
| 10e | Clément Russo          | France     | Arkéa-Samsic          | + 25 s          |

| \| Classement général \| Classement général \| Classement général \| Classement général \| Classement général \| \| Coureur \| Coureur \| Pays \| Équipe \| Temps \| \| ------------------ \| ---------------------- \| ------------------ \| --------------------- \| ------------------ \| \| 1er \| Kévin Vauquelin \| France \| Arkéa-Samsic \| 4 h 22 min 57 s \| \| 2e \| Neilson Powless \| États-Unis \| EF Education-EasyPost \| + 9 s \| \| 3e \| Kevin Geniets \| Luxembourg \| Groupama-FDJ \| + 11 s \| \| 4e \| Aurélien Paret-Peintre \| France \| AG2R Citroën Team \| + 19 s \| \| 5e \| Julien Bernard \| France \| Trek-Segafredo \| + 31 s \| \| 6e \| Bryan Coquard \| France \| Cofidis \| + 35 s \| \| 7e \| Anthony Turgis \| France \| TotalEnergies \| + 35 s \| \| 8e \| Nacer Bouhanni \| France \| Arkéa-Samsic \| + 35 s \| \| 9e \| Anthony Perez \| France \| Cofidis \| + 35 s \| \| 10e \| Marco Tizza \| Italie \| Bingoal WB \| + 35 s \| |                        |            |                       |                 |
| |                        |            |                       |                 |
| |                        |            |                       |                 |
| Classement général |                        |            |                       |                 |
| Coureur | Coureur                | Pays       | Équipe                | Temps           |
| 1er | Kévin Vauquelin        | France     | Arkéa-Samsic          | 4 h 22 min 57 s |
| 2e | Neilson Powless        | États-Unis | EF Education-EasyPost | + 9 s           |
| 3e | Kevin Geniets          | Luxembourg | Groupama-FDJ          | + 11 s          |
| 4e | Aurélien Paret-Peintre | France     | AG2R Citroën Team     | + 19 s          |
| 5e | Julien Bernard         | France     | Trek-Segafredo        | + 31 s          |
| 6e | Bryan Coquard          | France     | Cofidis               | + 35 s          |
| 7e | Anthony Turgis         | France     | TotalEnergies         | + 35 s          |
| 8e | Nacer Bouhanni         | France     | Arkéa-Samsic          | + 35 s          |
| 9e | Anthony Perez          | France     | Cofidis               | + 35 s          |
| 10e | Marco Tizza            | Italie     | Bingoal WB            | + 35 s          |

### 2eétape
| \| Classement de l'étape \| Classement de l'étape \| Classement de l'étape \| Classement de l'étape \| Classement de l'étape \| \| Coureur \| Coureur \| Pays \| Équipe \| Temps \| \| --------------------- \| --------------------- \| --------------------- \| --------------------- \| --------------------- \| \| 1er \| Mattias Skjelmose \| Danemark \| Trek-Segafredo \| 4 h 06 min 20 s \| \| 2e \| Neilson Powless \| États-Unis \| EF Education-EasyPost \| + 0 s \| \| 3e \| Kévin Vauquelin \| France \| Arkéa-Samsic \| + 0 s \| \| 4e \| Anthony Turgis \| France \| TotalEnergies \| + 0 s \| \| 5e \| Benjamin Thomas \| France \| Cofidis \| + 0 s \| \| 6e \| David Gaudu \| France \| Groupama-FDJ \| + 0 s \| \| 7e \| Clément Venturini \| France \| AG2R Citroën Team \| + 0 s \| \| 8e \| Samuel Watson \| Royaume-Uni \| Groupama-FDJ \| + 0 s \| \| 9e \| Romain Bardet \| France \| Team DSM \| + 0 s \| \| 10e \| Andrea Piccolo \| Italie \| EF Education-EasyPost \| + 0 s \| |                   |             |                       |                 |
| |                   |             |                       |                 |
| |                   |             |                       |                 |
| Classement de l'étape |                   |             |                       |                 |
| Coureur | Coureur           | Pays        | Équipe                | Temps           |
| 1er | Mattias Skjelmose | Danemark    | Trek-Segafredo        | 4 h 06 min 20 s |
| 2e | Neilson Powless   | États-Unis  | EF Education-EasyPost | + 0 s           |
| 3e | Kévin Vauquelin   | France      | Arkéa-Samsic          | + 0 s           |
| 4e | Anthony Turgis    | France      | TotalEnergies         | + 0 s           |
| 5e | Benjamin Thomas   | France      | Cofidis               | + 0 s           |
| 6e | David Gaudu       | France      | Groupama-FDJ          | + 0 s           |
| 7e | Clément Venturini | France      | AG2R Citroën Team     | + 0 s           |
| 8e | Samuel Watson     | Royaume-Uni | Groupama-FDJ          | + 0 s           |
| 9e | Romain Bardet     | France      | Team DSM              | + 0 s           |
| 10e | Andrea Piccolo    | Italie      | EF Education-EasyPost | + 0 s           |

| \| Classement général \| Classement général \| Classement général \| Classement général \| Classement général \| \| Coureur \| Coureur \| Pays \| Équipe \| Temps \| \| ------------------ \| ---------------------- \| ------------------ \| --------------------- \| ------------------ \| \| 1er \| Kévin Vauquelin \| France \| Arkéa-Samsic \| 8 h 29 min 13 s \| \| 2e \| Neilson Powless \| États-Unis \| EF Education-EasyPost \| + 7 s \| \| 3e \| Kevin Geniets \| Luxembourg \| Groupama-FDJ \| + 14 s \| \| 4e \| Aurélien Paret-Peintre \| France \| AG2R Citroën Team \| + 23 s \| \| 5e \| Mattias Skjelmose \| Danemark \| Trek-Segafredo \| + 27 s \| \| 6e \| Anthony Turgis \| France \| TotalEnergies \| + 39 s \| \| 7e \| Marco Tizza \| Italie \| Bingoal WB \| + 39 s \| \| 8e \| Romain Bardet \| France \| Team DSM \| + 39 s \| \| 9e \| Andrea Piccolo \| Italie \| EF Education-EasyPost \| + 39 s \| \| 10e \| Samuel Watson \| Royaume-Uni \| Groupama-FDJ \| + 39 s \| |                        |             |                       |                 |
| |                        |             |                       |                 |
| |                        |             |                       |                 |
| Classement général |                        |             |                       |                 |
| Coureur | Coureur                | Pays        | Équipe                | Temps           |
| 1er | Kévin Vauquelin        | France      | Arkéa-Samsic          | 8 h 29 min 13 s |
| 2e | Neilson Powless        | États-Unis  | EF Education-EasyPost | + 7 s           |
| 3e | Kevin Geniets          | Luxembourg  | Groupama-FDJ          | + 14 s          |
| 4e | Aurélien Paret-Peintre | France      | AG2R Citroën Team     | + 23 s          |
| 5e | Mattias Skjelmose      | Danemark    | Trek-Segafredo        | + 27 s          |
| 6e | Anthony Turgis         | France      | TotalEnergies         | + 39 s          |
| 7e | Marco Tizza            | Italie      | Bingoal WB            | + 39 s          |
| 8e | Romain Bardet          | France      | Team DSM              | + 39 s          |
| 9e | Andrea Piccolo         | Italie      | EF Education-EasyPost | + 39 s          |
| 10e | Samuel Watson          | Royaume-Uni | Groupama-FDJ          | + 39 s          |

### 3eétape
| \| Classement de l'étape \| Classement de l'étape \| Classement de l'étape \| Classement de l'étape \| Classement de l'étape \| \| Coureur \| Coureur \| Pays \| Équipe \| Temps \| \| --------------------- \| ---------------------- \| --------------------- \| ------------------------ \| --------------------- \| \| 1er \| Aurélien Paret-Peintre \| France \| AG2R Citroën Team \| 4 h 08 min 45 s \| \| 2e \| Mattias Skjelmose \| Danemark \| Trek-Segafredo \| + 5 s \| \| 3e \| Kévin Vauquelin \| France \| Arkéa-Samsic \| + 5 s \| \| 4e \| Romain Bardet \| France \| Team DSM \| + 5 s \| \| 5e \| Anthony Perez \| France \| Cofidis \| + 5 s \| \| 6e \| Kevin Geniets \| Luxembourg \| Groupama-FDJ \| + 5 s \| \| 7e \| Mathias Bregnhøj \| Danemark \| Leopard TOGT Pro Cycling \| + 5 s \| \| 8e \| Torstein Træen \| Norvège \| Uno-X Pro Cycling Team \| + 5 s \| \| 9e \| Neilson Powless \| États-Unis \| EF Education-EasyPost \| + 5 s \| \| 10e \| Felix Gall \| Autriche \| AG2R Citroën Team \| + 5 s \| |                        |            |                          |                 |
| |                        |            |                          |                 |
| |                        |            |                          |                 |
| Classement de l'étape |                        |            |                          |                 |
| Coureur | Coureur                | Pays       | Équipe                   | Temps           |
| 1er | Aurélien Paret-Peintre | France     | AG2R Citroën Team        | 4 h 08 min 45 s |
| 2e | Mattias Skjelmose      | Danemark   | Trek-Segafredo           | + 5 s           |
| 3e | Kévin Vauquelin        | France     | Arkéa-Samsic             | + 5 s           |
| 4e | Romain Bardet          | France     | Team DSM                 | + 5 s           |
| 5e | Anthony Perez          | France     | Cofidis                  | + 5 s           |
| 6e | Kevin Geniets          | Luxembourg | Groupama-FDJ             | + 5 s           |
| 7e | Mathias Bregnhøj       | Danemark   | Leopard TOGT Pro Cycling | + 5 s           |
| 8e | Torstein Træen         | Norvège    | Uno-X Pro Cycling Team   | + 5 s           |
| 9e | Neilson Powless        | États-Unis | EF Education-EasyPost    | + 5 s           |
| 10e | Felix Gall             | Autriche   | AG2R Citroën Team        | + 5 s           |

## Classements finals

### Classement général final
| \| Classement général \| Classement général \| Classement général \| Classement général \| Classement général \| \| Coureur \| Coureur \| Pays \| Équipe \| Temps \| \| ------------------ \| ---------------------- \| ------------------ \| ---------------------- \| ------------------ \| \| 1er \| Kévin Vauquelin \| France \| Arkéa-Samsic \| 11 h 37 min 58 s \| \| 2e \| Aurélien Paret-Peintre \| France \| AG2R Citroën Team \| + 7 s \| \| 3e \| Neilson Powless \| États-Unis \| EF Education-EasyPost \| + 10 s \| \| 4e \| Kevin Geniets \| Luxembourg \| Groupama-FDJ \| + 19 s \| \| 5e \| Mattias Skjelmose \| Danemark \| Trek-Segafredo \| + 26 s \| \| 6e \| Felix Gall \| Autriche \| AG2R Citroën Team \| + 42 s \| \| 7e \| David Gaudu \| France \| Groupama-FDJ \| + 43 s \| \| 8e \| Romain Bardet \| France \| Team DSM \| + 44 s \| \| 9e \| Anthony Perez \| France \| Cofidis \| + 44 s \| \| 10e \| Torstein Træen \| Norvège \| Uno-X Pro Cycling Team \| + 44 s \| |                        |            |                        |                  |
| |                        |            |                        |                  |
| Source : ProCyclingStats |                        |            |                        |                  |
| Classement général |                        |            |                        |                  |
| Coureur | Coureur                | Pays       | Équipe                 | Temps            |
| 1er | Kévin Vauquelin        | France     | Arkéa-Samsic           | 11 h 37 min 58 s |
| 2e | Aurélien Paret-Peintre | France     | AG2R Citroën Team      | + 7 s            |
| 3e | Neilson Powless        | États-Unis | EF Education-EasyPost  | + 10 s           |
| 4e | Kevin Geniets          | Luxembourg | Groupama-FDJ           | + 19 s           |
| 5e | Mattias Skjelmose      | Danemark   | Trek-Segafredo         | + 26 s           |
| 6e | Felix Gall             | Autriche   | AG2R Citroën Team      | + 42 s           |
| 7e | David Gaudu            | France     | Groupama-FDJ           | + 43 s           |
| 8e | Romain Bardet          | France     | Team DSM               | + 44 s           |
| 9e | Anthony Perez          | France     | Cofidis                | + 44 s           |
| 10e | Torstein Træen         | Norvège    | Uno-X Pro Cycling Team | + 44 s           |

### Classements annexes
| Classement par points | Classement par points  | Classement par points | Classement par points      | Classement par points |
| Coureur               | Coureur                | Pays                  | Équipe                     | Points                |
| --------------------- | ---------------------- | --------------------- | -------------------------- | --------------------- |
| 1er                   | Mattias Skjelmose      | Danemark              | Trek-Segafredo             | 30 pts                |
| 2e                    | Aurélien Paret-Peintre | France                | AG2R Citroën Team          | 24 pts                |
| 3e                    | Kévin Vauquelin        | France                | Arkéa-Samsic               | 24 pts                |
| 4e                    | Neilson Powless        | États-Unis            | EF Education-EasyPost      | 22 pts                |
| 5e                    | Jean-Louis Le Ny       | France                | Nice Métropole Côte d'Azur | 10 pts                |
| 6e                    | Julien Bernard         | France                | Trek-Segafredo             | 8 pts                 |
| 7e                    | Bryan Coquard          | France                | Cofidis                    | 6 pts                 |
| 8e                    | Kevin Geniets          | Luxembourg            | Groupama-FDJ               | 6 pts                 |
| 9e                    | Mads Østergaard        | Danemark              | Leopard TOGT Pro Cycling   | 6 pts                 |
| 10e                   | Felix Gall             | Autriche              | AG2R Citroën Team          | 4 pts                 |

| Classement par points | Classement par points  | Classement par points | Classement par points      | Classement par points |
| Coureur               | Coureur                | Pays                  | Équipe                     | Points                |
| --------------------- | ---------------------- | --------------------- | -------------------------- | --------------------- |
| 1er                   | Mattias Skjelmose      | Danemark              | Trek-Segafredo             | 30 pts                |
| 2e                    | Aurélien Paret-Peintre | France                | AG2R Citroën Team          | 24 pts                |
| 3e                    | Kévin Vauquelin        | France                | Arkéa-Samsic               | 24 pts                |
| 4e                    | Neilson Powless        | États-Unis            | EF Education-EasyPost      | 22 pts                |
| 5e                    | Jean-Louis Le Ny       | France                | Nice Métropole Côte d'Azur | 10 pts                |
| 6e                    | Julien Bernard         | France                | Trek-Segafredo             | 8 pts                 |
| 7e                    | Bryan Coquard          | France                | Cofidis                    | 6 pts                 |
| 8e                    | Kevin Geniets          | Luxembourg            | Groupama-FDJ               | 6 pts                 |
| 9e                    | Mads Østergaard        | Danemark              | Leopard TOGT Pro Cycling   | 6 pts                 |
| 10e                   | Felix Gall             | Autriche              | AG2R Citroën Team          | 4 pts                 |

| Classement de la montagne | Classement de la montagne | Classement de la montagne | Classement de la montagne | Classement de la montagne |
| Coureur                   | Coureur                   | Pays                      | Équipe                    | Points                    |
| ------------------------- | ------------------------- | ------------------------- | ------------------------- | ------------------------- |
| 1er                       | David Gaudu               | France                    | Groupama-FDJ              | 34 pts                    |
| 2e                        | Romain Bardet             | France                    | Team DSM                  | 18 pts                    |
| 3e                        | Romain Grégoire           | France                    | Groupama-FDJ              | 16 pts                    |
| 4e                        | Aurélien Paret-Peintre    | France                    | AG2R Citroën Team         | 16 pts                    |
| 5e                        | Mathieu Burgaudeau        | France                    | TotalEnergies             | 12 pts                    |
| 6e                        | Marco Brenner             | Allemagne                 | Team DSM                  | 12 pts                    |
| 7e                        | Julien Bernard            | France                    | Trek-Segafredo            | 10 pts                    |
| 8e                        | Hugh Carthy               | Royaume-Uni               | EF Education-EasyPost     | 10 pts                    |
| 9e                        | Alexander Cepeda          | Équateur                  | EF Education-EasyPost     | 10 pts                    |
| 10e                       | Victor Lafay              | France                    | Cofidis                   | 8 pts                     |

| Classement de la montagne | Classement de la montagne | Classement de la montagne | Classement de la montagne | Classement de la montagne |
| Coureur                   | Coureur                   | Pays                      | Équipe                    | Points                    |
| ------------------------- | ------------------------- | ------------------------- | ------------------------- | ------------------------- |
| 1er                       | David Gaudu               | France                    | Groupama-FDJ              | 34 pts                    |
| 2e                        | Romain Bardet             | France                    | Team DSM                  | 18 pts                    |
| 3e                        | Romain Grégoire           | France                    | Groupama-FDJ              | 16 pts                    |
| 4e                        | Aurélien Paret-Peintre    | France                    | AG2R Citroën Team         | 16 pts                    |
| 5e                        | Mathieu Burgaudeau        | France                    | TotalEnergies             | 12 pts                    |
| 6e                        | Marco Brenner             | Allemagne                 | Team DSM                  | 12 pts                    |
| 7e                        | Julien Bernard            | France                    | Trek-Segafredo            | 10 pts                    |
| 8e                        | Hugh Carthy               | Royaume-Uni               | EF Education-EasyPost     | 10 pts                    |
| 9e                        | Alexander Cepeda          | Équateur                  | EF Education-EasyPost     | 10 pts                    |
| 10e                       | Victor Lafay              | France                    | Cofidis                   | 8 pts                     |

| Classement du meilleur jeune | Classement du meilleur jeune | Classement du meilleur jeune | Classement du meilleur jeune      | Classement du meilleur jeune |
| Coureur                      | Coureur                      | Pays                         | Équipe                            | Temps                        |
| ---------------------------- | ---------------------------- | ---------------------------- | --------------------------------- | ---------------------------- |
| 1er                          | Kévin Vauquelin              | France                       | Arkéa-Samsic                      | 11 h 37 min 58 s             |
| 2e                           | Mattias Skjelmose            | Danemark                     | Trek-Segafredo                    | + 26 s                       |
| 3e                           | Romain Grégoire              | France                       | Groupama-FDJ                      | + 1 min 29 s                 |
| 4e                           | Lennert Van Eetvelt          | Belgique                     | Lotto Dstny                       | + 1 min 29 s                 |
| 5e                           | Thomas Gachignard            | France                       | Saint Michel-Mavic-Auber 93       | + 1 min 38 s                 |
| 6e                           | Max Poole                    | Royaume-Uni                  | Team DSM                          | + 8 min 30 s                 |
| 7e                           | Jordan Jegat                 | France                       | CIC U Nantes Atlantique           | + 10 min 00 s                |
| 8e                           | Harold Martín López          | Équateur                     | Astana Qazaqstan Development Team | + 10 min 00 s                |
| 9e                           | Bastien Tronchon             | France                       | AG2R Citroën Team                 | + 11 min 41 s                |
| 10e                          | Martin Bugge Urianstad       | Norvège                      | Uno-X Pro Cycling Team            | + 12 min 24 s                |

| Classement du meilleur jeune | Classement du meilleur jeune | Classement du meilleur jeune | Classement du meilleur jeune      | Classement du meilleur jeune |
| Coureur                      | Coureur                      | Pays                         | Équipe                            | Temps                        |
| ---------------------------- | ---------------------------- | ---------------------------- | --------------------------------- | ---------------------------- |
| 1er                          | Kévin Vauquelin              | France                       | Arkéa-Samsic                      | 11 h 37 min 58 s             |
| 2e                           | Mattias Skjelmose            | Danemark                     | Trek-Segafredo                    | + 26 s                       |
| 3e                           | Romain Grégoire              | France                       | Groupama-FDJ                      | + 1 min 29 s                 |
| 4e                           | Lennert Van Eetvelt          | Belgique                     | Lotto Dstny                       | + 1 min 29 s                 |
| 5e                           | Thomas Gachignard            | France                       | Saint Michel-Mavic-Auber 93       | + 1 min 38 s                 |
| 6e                           | Max Poole                    | Royaume-Uni                  | Team DSM                          | + 8 min 30 s                 |
| 7e                           | Jordan Jegat                 | France                       | CIC U Nantes Atlantique           | + 10 min 00 s                |
| 8e                           | Harold Martín López          | Équateur                     | Astana Qazaqstan Development Team | + 10 min 00 s                |
| 9e                           | Bastien Tronchon             | France                       | AG2R Citroën Team                 | + 11 min 41 s                |
| 10e                          | Martin Bugge Urianstad       | Norvège                      | Uno-X Pro Cycling Team            | + 12 min 24 s                |

| Classement par équipes | Classement par équipes | Classement par équipes | Classement par équipes |
| Équipe                 | Équipe                 | Pays                   | Temps                  |
| ---------------------- | ---------------------- | ---------------------- | ---------------------- |
| 1re                    | Groupama-FDJ           | France                 | 34 h 55 min 49 s       |
| 2e                     | AG2R Citroën Team      | France                 | + 50 s                 |
| 3e                     | Trek-Segafredo         | États-Unis             | + 2 min 55 s           |
| 4e                     | EF Education-EasyPost  | États-Unis             | + 7 min 25 s           |
| 5e                     | Cofidis                | France                 | + 9 min 29 s           |

| Classement par équipes | Classement par équipes | Classement par équipes | Classement par équipes |
| Équipe                 | Équipe                 | Pays                   | Temps                  |
| ---------------------- | ---------------------- | ---------------------- | ---------------------- |
| 1re                    | Groupama-FDJ           | France                 | 34 h 55 min 49 s       |
| 2e                     | AG2R Citroën Team      | France                 | + 50 s                 |
| 3e                     | Trek-Segafredo         | États-Unis             | + 2 min 55 s           |
| 4e                     | EF Education-EasyPost  | États-Unis             | + 7 min 25 s           |
| 5e                     | Cofidis                | France                 | + 9 min 29 s           |

### Classement UCI
La course attribue des points aux coureurs pour le Classement mondial UCI 2023 selon le barème suivant :
| Position           | 1er | 2e | 3e | 4e | 5e | 6e | 7e | 8e | 9e | 10e | 11e | 12e | 13e à 15e | 16e à 25e |
| Classement général | 125 | 85 | 70 | 60 | 50 | 40 | 35 | 30 | 25 | 20  | 15  | 10  | 5         | 3         |
| Par étape          | 14  | 5  | 3  |    |    |    |    |    |    |     |     |     |           |           |
| Leader, par étape  | 3   |    |    |    |    |    |    |    |    |     |     |     |           |           |

## Évolution des classements
| Étape              | Vainqueur                | Classement général | Classement par points    | Classement de la montagne | Classement du meilleur jeune | Classement par équipes |
| ------------------ | ------------------------ | ------------------ | ------------------------ | ------------------------- | ---------------------------- | ---------------------- |
| 1                  | Kévin Vauquelin          | Kévin Vauquelin    | Kévin Vauquelin          | Julien Bernard            | Kévin Vauquelin              | Arkéa-Samsic           |
| 2                  | Mattias Skjelmose Jensen | Kévin Vauquelin    | Mattias Skjelmose Jensen | Mathieu Burgaudeau        | Kévin Vauquelin              | Groupama-FDJ           |
| 3                  | Aurélien Paret-Peintre   | Kévin Vauquelin    | Mattias Skjelmose Jensen | David Gaudu               | Kévin Vauquelin              | Groupama-FDJ           |
| Classements finals | Classements finals       | Kévin Vauquelin    | Mattias Skjelmose Jensen | David Gaudu               | Kévin Vauquelin              | Groupama-FDJ           |

## Liste des participants
| Arkéa-Samsic ARK | Arkéa-Samsic ARK          | Arkéa-Samsic ARK |
| ---------------- | ------------------------- | ---------------- |
| Num              | Coureur                   | Pos              |
| 1                | Clément Russo (FRA)       | 79e              |
| 2                | Nacer Bouhanni (FRA)      | 78e              |
| 3                | Kévin Vauquelin (FRA)     | 1er              |
| 4                | Clément Champoussin (FRA) | 26e              |
| 5                | Donavan Grondin (FRA)     | 89e              |
| 6                | Maxime Bouet (FRA)        | 45e              |
| 7                | Alessandro Verre (ITA)    | 68e              |

| Groupama-FDJ GFC | Groupama-FDJ GFC      | Groupama-FDJ GFC |
| ---------------- | --------------------- | ---------------- |
| Num              | Coureur               | Pos              |
| 11               | David Gaudu (FRA)     | 7e               |
| 12               | Kevin Geniets (LUX)   | 4e               |
| 13               | Romain Grégoire (FRA) | 17e              |
| 14               | Rudy Molard (FRA)     | 12e              |
| 15               | Quentin Pacher (FRA)  | 35e              |
| 16               | Thibaut Pinot (FRA)   | 14e              |
| 17               | Samuel Watson (GBR)   | 56e              |

| Cofidis COF | Cofidis COF              | Cofidis COF |
| ----------- | ------------------------ | ----------- |
| Num         | Coureur                  | Pos         |
| 21          | Benjamin Thomas (FRA)    | 32e         |
| 22          | Bryan Coquard (FRA)      | 33e         |
| 23          | Piet Allegaert (BEL)     | 61e         |
| 24          | Davide Cimolai (ITA)     | 60e         |
| 25          | Alexandre Delettre (FRA) | 69e         |
| 26          | Victor Lafay (FRA)       | 13e         |
| 27          | Anthony Perez (FRA)      | 9e          |

| Trek-Segafredo TFS | Trek-Segafredo TFS      | Trek-Segafredo TFS |
| ------------------ | ----------------------- | ------------------ |
| Num                | Coureur                 | Pos                |
| 31                 | Toms Skujiņš (LAT)      | 25e                |
| 32                 | Julien Bernard (FRA)    | 24e                |
| 33                 | Dario Cataldo (ITA)     | 51e                |
| 34                 | Kenny Elissonde (FRA)   | 21e                |
| 35                 | Alex Kirsch (LUX)       |                    |
| 36                 | Mattias Skjelmose (DEN) | 5e                 |

| AG2R Citroën Team ACT | AG2R Citroën Team ACT        | AG2R Citroën Team ACT |
| --------------------- | ---------------------------- | --------------------- |
| Num                   | Coureur                      | Pos                   |
| 41                    | Franck Bonnamour (FRA)       | AB-2                  |
| 42                    | Mikaël Cherel (FRA)          | 23e                   |
| 43                    | Felix Gall (AUT)             | 6e                    |
| 44                    | Aurélien Paret-Peintre (FRA) | 2e                    |
| 45                    | Pierre Gautherat (FRA)       | 59e                   |
| 46                    | Bastien Tronchon (FRA)       | 42e                   |
| 47                    | Clément Venturini (FRA)      | 29e                   |

| EF Education-EasyPost EFE | EF Education-EasyPost EFE | EF Education-EasyPost EFE |
| ------------------------- | ------------------------- | ------------------------- |
| Num                       | Coureur                   | Pos                       |
| 51                        | Esteban Chaves (COL)      | 28e                       |
| 52                        | Jonathan Caicedo (ECU)    | 52e                       |
| 53                        | Hugh Carthy (GBR)         | 15e                       |
| 54                        | Jefferson Cepeda (ECU)    | 47e                       |
| 55                        | Andrea Piccolo (ITA)      |                           |
| 56                        | Neilson Powless (USA)     | 3e                        |
| 57                        | James Shaw (GBR)          | 46e                       |

| Team DSM DSM | Team DSM DSM             | Team DSM DSM |
| ------------ | ------------------------ | ------------ |
| Num          | Coureur                  | Pos          |
| 61           | Romain Bardet (FRA)      | 8e           |
| 62           | Marco Brenner (GER)      | 66e          |
| 63           | Leon Heinschke (GER)     | 91e          |
| 64           | Lorenzo Milesi (ITA)     |              |
| 65           | Max Poole (GBR)          | 27e          |
| 66           | Florian Stork (GER)      |              |
| 67           | Henri Vandenabeele (BEL) | 55e          |

| Lotto Dstny Development Team LDD | Lotto Dstny Development Team LDD | Lotto Dstny Development Team LDD |
| -------------------------------- | -------------------------------- | -------------------------------- |
| Num                              | Coureur                          | Pos                              |
| 71                               | Lennert Van Eetvelt (BEL)        | 18e                              |
| 72                               | Ramses Debruyne (BEL)            | 50e                              |
| 73                               | Joshua Giddings (GBR)            |                                  |
| 74                               | Alec Segaert (BEL)               |                                  |
| 75                               | Jarne Van de Paar (BEL)          |                                  |
| 76                               | Lorenz Van de Wynkele (BEL)      |                                  |
| 77                               | Jago Willems (BEL)               | 64e                              |

| TotalEnergies TEN | TotalEnergies TEN        | TotalEnergies TEN |
| ----------------- | ------------------------ | ----------------- |
| Num               | Coureur                  | Pos               |
| 81                | Mathieu Burgaudeau (FRA) | 39e               |
| 82                | Fabien Doubey (FRA)      | 19e               |
| 83                | Sandy Dujardin (FRA)     | 79e               |
| 84                | Valentin Ferron (FRA)    | 31e               |
| 85                | Julien Simon (FRA)       | 34e               |
| 86                | Anthony Turgis (FRA)     |                   |
| 87                | Alexis Vuillermoz (FRA)  | 30e               |

| Uno-X Pro Cycling Team UXT | Uno-X Pro Cycling Team UXT   | Uno-X Pro Cycling Team UXT |
| -------------------------- | ---------------------------- | -------------------------- |
| Num                        | Coureur                      | Pos                        |
| 91                         | Jonas Gregaard Wilsly (DEN)  | 22e                        |
| 92                         | Idar Andersen (NOR)          |                            |
| 93                         | Jacob Hindsgaul (DEN)        | 88e                        |
| 94                         | Ådne Holter (NOR)            | 70e                        |
| 95                         | Anders Johannessen (NOR)     |                            |
| 96                         | Torstein Træen (NOR)         | 10e                        |
| 97                         | Martin Bugge Urianstad (NOR) | 43e                        |

| Q36.5 Pro Cycling Team Q36 | Q36.5 Pro Cycling Team Q36 | Q36.5 Pro Cycling Team Q36 |
| -------------------------- | -------------------------- | -------------------------- |
| Num                        | Coureur                    | Pos                        |
| 101                        | Negasi Abreha (ETH)        |                            |
| 102                        | Alessandro Fedeli (ITA)    | 57e                        |
| 103                        | Cyrus Monk (AUS)           | 81e                        |
| 104                        | Kamil Małecki (POL)        | 63e                        |
| 105                        | Tom Devriendt (BEL)        |                            |
| 106                        | Tobias Ludvigsson (SWE)    | 40e                        |
| 107                        | Matteo Moschetti (ITA)     | 80e                        |

| Bingoal WB BWB | Bingoal WB BWB            | Bingoal WB BWB |
| -------------- | ------------------------- | -------------- |
| Num            | Coureur                   | Pos            |
| 111            | Alexis Guérin (FRA)       | 58e            |
| 112            | Julian Mertens (BEL)      | 48e            |
| 113            | Rémy Mertz (BEL)          | 37e            |
| 114            | Dimitri Peyskens (BEL)    | 65e            |
| 115            | Marco Tizza (ITA)         | 16e            |
| 116            | Aaron Van der Beken (BEL) | 62e            |
| 117            | Nathan Vandepitte (FRA)   | 96e            |

| Go Sport-Roubaix Lille Métropole GRL | Go Sport-Roubaix Lille Métropole GRL | Go Sport-Roubaix Lille Métropole GRL |
| ------------------------------------ | ------------------------------------ | ------------------------------------ |
| Num                                  | Coureur                              | Pos                                  |
| 121                                  | Célestin Guillon (FRA)               | AB-2                                 |
| 122                                  | Maxime Jarnet (FRA)                  | 54e                                  |
| 123                                  | Maximilien Juillard (FRA)            | 53e                                  |
| 124                                  | Samuel Leroux (FRA)                  | 85e                                  |
| 125                                  | Tom Mainguenaud (FRA)                | 74e                                  |
| 126                                  | Kenny Molly (BEL)                    | AB-2                                 |

| Saint Michel-Mavic-Auber 93 AUB | Saint Michel-Mavic-Auber 93 AUB | Saint Michel-Mavic-Auber 93 AUB |
| ------------------------------- | ------------------------------- | ------------------------------- |
| Num                             | Coureur                         | Pos                             |
| 131                             | Rudy Barbier (FRA)              |                                 |
| 132                             | Romain Cardis (FRA)             | 41e                             |
| 133                             | Nicolas Debeaumarché (FRA)      |                                 |
| 134                             | Théo Delacroix (FRA)            | AB-2                            |
| 135                             | Joris Delbove (FRA)             |                                 |
| 136                             | Anthony Maldonado (FRA)         |                                 |
| 137                             | Flavien Maurelet (FRA)          |                                 |

| Leopard TOGT Pro Cycling LTP | Leopard TOGT Pro Cycling LTP | Leopard TOGT Pro Cycling LTP |
| ---------------------------- | ---------------------------- | ---------------------------- |
| Num                          | Coureur                      | Pos                          |
| 141                          | Mathias Bregnhøj (DEN)       | 11e                          |
| 142                          | Oliver Knudsen (DEN)         | 87e                          |
| 143                          | Andreas Stokbro (DEN)        | 49e                          |
| 144                          | Mads Østergaard (DEN)        | 98e                          |
| 145                          | Emil Vinjebo (DEN)           |                              |
| 146                          | Cédric Pries (LUX)           | 97e                          |
| 147                          | Colin Heiderscheid (LUX)     | 95e                          |

| Astana Qazaqstan Development Team AQD | Astana Qazaqstan Development Team AQD | Astana Qazaqstan Development Team AQD |
| ------------------------------------- | ------------------------------------- | ------------------------------------- |
| Num                                   | Coureur                               | Pos                                   |
| 151                                   | Nicolas Vinokourov (KAZ)              | 92e                                   |
| 152                                   | Harold Martín López (ECU)             | 38e                                   |
| 153                                   | Alexandre Vinokourov (KAZ)            | 99e                                   |
| 154                                   | Yevgeniy Gidich (KAZ)                 | 93e                                   |
| 155                                   | Daniil Pronskiy (KAZ)                 | 73e                                   |
| 156                                   | Andrey Remkhe (KAZ)                   | 82e                                   |
| 157                                   | Andrey Zeits (KAZ)                    | 86e                                   |

| CIC U Nantes Atlantique UCN | CIC U Nantes Atlantique UCN | CIC U Nantes Atlantique UCN |
| --------------------------- | --------------------------- | --------------------------- |
| Num                         | Coureur                     | Pos                         |
| 161                         | Jordan Jegat (FRA)          | 36e                         |
| 162                         | Yaël Joalland (FRA)         | 77e                         |
| 163                         | Léo Danès (FRA)             |                             |
| 164                         | Maël Guégan (FRA)           | 84e                         |
| 165                         | Robin Plamondon (CAN)       | 44e                         |
| 166                         | Lucas Bourgoyne (USA)       |                             |
| 167                         | Emmanuel Morin (FRA)        |                             |

| Nice Métropole Côte d'Azur NMC | Nice Métropole Côte d'Azur NMC | Nice Métropole Côte d'Azur NMC |
| ------------------------------ | ------------------------------ | ------------------------------ |
| Num                            | Coureur                        | Pos                            |
| 171                            | Jonathan Couanon (FRA)         | 71e                            |
| 172                            | Tristan Delacroix (FRA)        | 2e                             |
| 173                            | Damien Girard (FRA)            | 83e                            |
| 174                            | Jean Goubert (FRA)             | 76e                            |
| 175                            | Jean-Louis Le Ny (FRA)         | 72e                            |
| 176                            | Andrea Mifsud                  |                                |
| 177                            | Maxime Urruty (FRA)            | 75e                            |

| Arkéa-Samsic ARK | Arkéa-Samsic ARK          | Arkéa-Samsic ARK |
| ---------------- | ------------------------- | ---------------- |
| Num              | Coureur                   | Pos              |
| 1                | Clément Russo (FRA)       | 79e              |
| 2                | Nacer Bouhanni (FRA)      | 78e              |
| 3                | Kévin Vauquelin (FRA)     | 1er              |
| 4                | Clément Champoussin (FRA) | 26e              |
| 5                | Donavan Grondin (FRA)     | 89e              |
| 6                | Maxime Bouet (FRA)        | 45e              |
| 7                | Alessandro Verre (ITA)    | 68e              |

| Groupama-FDJ GFC | Groupama-FDJ GFC      | Groupama-FDJ GFC |
| ---------------- | --------------------- | ---------------- |
| Num              | Coureur               | Pos              |
| 11               | David Gaudu (FRA)     | 7e               |
| 12               | Kevin Geniets (LUX)   | 4e               |
| 13               | Romain Grégoire (FRA) | 17e              |
| 14               | Rudy Molard (FRA)     | 12e              |
| 15               | Quentin Pacher (FRA)  | 35e              |
| 16               | Thibaut Pinot (FRA)   | 14e              |
| 17               | Samuel Watson (GBR)   | 56e              |

| Cofidis COF | Cofidis COF              | Cofidis COF |
| ----------- | ------------------------ | ----------- |
| Num         | Coureur                  | Pos         |
| 21          | Benjamin Thomas (FRA)    | 32e         |
| 22          | Bryan Coquard (FRA)      | 33e         |
| 23          | Piet Allegaert (BEL)     | 61e         |
| 24          | Davide Cimolai (ITA)     | 60e         |
| 25          | Alexandre Delettre (FRA) | 69e         |
| 26          | Victor Lafay (FRA)       | 13e         |
| 27          | Anthony Perez (FRA)      | 9e          |

| Trek-Segafredo TFS | Trek-Segafredo TFS      | Trek-Segafredo TFS |
| ------------------ | ----------------------- | ------------------ |
| Num                | Coureur                 | Pos                |
| 31                 | Toms Skujiņš (LAT)      | 25e                |
| 32                 | Julien Bernard (FRA)    | 24e                |
| 33                 | Dario Cataldo (ITA)     | 51e                |
| 34                 | Kenny Elissonde (FRA)   | 21e                |
| 35                 | Alex Kirsch (LUX)       |                    |
| 36                 | Mattias Skjelmose (DEN) | 5e                 |

| AG2R Citroën Team ACT | AG2R Citroën Team ACT        | AG2R Citroën Team ACT |
| --------------------- | ---------------------------- | --------------------- |
| Num                   | Coureur                      | Pos                   |
| 41                    | Franck Bonnamour (FRA)       | AB-2                  |
| 42                    | Mikaël Cherel (FRA)          | 23e                   |
| 43                    | Felix Gall (AUT)             | 6e                    |
| 44                    | Aurélien Paret-Peintre (FRA) | 2e                    |
| 45                    | Pierre Gautherat (FRA)       | 59e                   |
| 46                    | Bastien Tronchon (FRA)       | 42e                   |
| 47                    | Clément Venturini (FRA)      | 29e                   |

| EF Education-EasyPost EFE | EF Education-EasyPost EFE | EF Education-EasyPost EFE |
| ------------------------- | ------------------------- | ------------------------- |
| Num                       | Coureur                   | Pos                       |
| 51                        | Esteban Chaves (COL)      | 28e                       |
| 52                        | Jonathan Caicedo (ECU)    | 52e                       |
| 53                        | Hugh Carthy (GBR)         | 15e                       |
| 54                        | Jefferson Cepeda (ECU)    | 47e                       |
| 55                        | Andrea Piccolo (ITA)      |                           |
| 56                        | Neilson Powless (USA)     | 3e                        |
| 57                        | James Shaw (GBR)          | 46e                       |

| Team DSM DSM | Team DSM DSM             | Team DSM DSM |
| ------------ | ------------------------ | ------------ |
| Num          | Coureur                  | Pos          |
| 61           | Romain Bardet (FRA)      | 8e           |
| 62           | Marco Brenner (GER)      | 66e          |
| 63           | Leon Heinschke (GER)     | 91e          |
| 64           | Lorenzo Milesi (ITA)     |              |
| 65           | Max Poole (GBR)          | 27e          |
| 66           | Florian Stork (GER)      |              |
| 67           | Henri Vandenabeele (BEL) | 55e          |

| Lotto Dstny Development Team LDD | Lotto Dstny Development Team LDD | Lotto Dstny Development Team LDD |
| -------------------------------- | -------------------------------- | -------------------------------- |
| Num                              | Coureur                          | Pos                              |
| 71                               | Lennert Van Eetvelt (BEL)        | 18e                              |
| 72                               | Ramses Debruyne (BEL)            | 50e                              |
| 73                               | Joshua Giddings (GBR)            |                                  |
| 74                               | Alec Segaert (BEL)               |                                  |
| 75                               | Jarne Van de Paar (BEL)          |                                  |
| 76                               | Lorenz Van de Wynkele (BEL)      |                                  |
| 77                               | Jago Willems (BEL)               | 64e                              |

| TotalEnergies TEN | TotalEnergies TEN        | TotalEnergies TEN |
| ----------------- | ------------------------ | ----------------- |
| Num               | Coureur                  | Pos               |
| 81                | Mathieu Burgaudeau (FRA) | 39e               |
| 82                | Fabien Doubey (FRA)      | 19e               |
| 83                | Sandy Dujardin (FRA)     | 79e               |
| 84                | Valentin Ferron (FRA)    | 31e               |
| 85                | Julien Simon (FRA)       | 34e               |
| 86                | Anthony Turgis (FRA)     |                   |
| 87                | Alexis Vuillermoz (FRA)  | 30e               |

| Uno-X Pro Cycling Team UXT | Uno-X Pro Cycling Team UXT   | Uno-X Pro Cycling Team UXT |
| -------------------------- | ---------------------------- | -------------------------- |
| Num                        | Coureur                      | Pos                        |
| 91                         | Jonas Gregaard Wilsly (DEN)  | 22e                        |
| 92                         | Idar Andersen (NOR)          |                            |
| 93                         | Jacob Hindsgaul (DEN)        | 88e                        |
| 94                         | Ådne Holter (NOR)            | 70e                        |
| 95                         | Anders Johannessen (NOR)     |                            |
| 96                         | Torstein Træen (NOR)         | 10e                        |
| 97                         | Martin Bugge Urianstad (NOR) | 43e                        |

| Q36.5 Pro Cycling Team Q36 | Q36.5 Pro Cycling Team Q36 | Q36.5 Pro Cycling Team Q36 |
| -------------------------- | -------------------------- | -------------------------- |
| Num                        | Coureur                    | Pos                        |
| 101                        | Negasi Abreha (ETH)        |                            |
| 102                        | Alessandro Fedeli (ITA)    | 57e                        |
| 103                        | Cyrus Monk (AUS)           | 81e                        |
| 104                        | Kamil Małecki (POL)        | 63e                        |
| 105                        | Tom Devriendt (BEL)        |                            |
| 106                        | Tobias Ludvigsson (SWE)    | 40e                        |
| 107                        | Matteo Moschetti (ITA)     | 80e                        |

| Bingoal WB BWB | Bingoal WB BWB            | Bingoal WB BWB |
| -------------- | ------------------------- | -------------- |
| Num            | Coureur                   | Pos            |
| 111            | Alexis Guérin (FRA)       | 58e            |
| 112            | Julian Mertens (BEL)      | 48e            |
| 113            | Rémy Mertz (BEL)          | 37e            |
| 114            | Dimitri Peyskens (BEL)    | 65e            |
| 115            | Marco Tizza (ITA)         | 16e            |
| 116            | Aaron Van der Beken (BEL) | 62e            |
| 117            | Nathan Vandepitte (FRA)   | 96e            |

| Go Sport-Roubaix Lille Métropole GRL | Go Sport-Roubaix Lille Métropole GRL | Go Sport-Roubaix Lille Métropole GRL |
| ------------------------------------ | ------------------------------------ | ------------------------------------ |
| Num                                  | Coureur                              | Pos                                  |
| 121                                  | Célestin Guillon (FRA)               | AB-2                                 |
| 122                                  | Maxime Jarnet (FRA)                  | 54e                                  |
| 123                                  | Maximilien Juillard (FRA)            | 53e                                  |
| 124                                  | Samuel Leroux (FRA)                  | 85e                                  |
| 125                                  | Tom Mainguenaud (FRA)                | 74e                                  |
| 126                                  | Kenny Molly (BEL)                    | AB-2                                 |

| Saint Michel-Mavic-Auber 93 AUB | Saint Michel-Mavic-Auber 93 AUB | Saint Michel-Mavic-Auber 93 AUB |
| ------------------------------- | ------------------------------- | ------------------------------- |
| Num                             | Coureur                         | Pos                             |
| 131                             | Rudy Barbier (FRA)              |                                 |
| 132                             | Romain Cardis (FRA)             | 41e                             |
| 133                             | Nicolas Debeaumarché (FRA)      |                                 |
| 134                             | Théo Delacroix (FRA)            | AB-2                            |
| 135                             | Joris Delbove (FRA)             |                                 |
| 136                             | Anthony Maldonado (FRA)         |                                 |
| 137                             | Flavien Maurelet (FRA)          |                                 |

| Leopard TOGT Pro Cycling LTP | Leopard TOGT Pro Cycling LTP | Leopard TOGT Pro Cycling LTP |
| ---------------------------- | ---------------------------- | ---------------------------- |
| Num                          | Coureur                      | Pos                          |
| 141                          | Mathias Bregnhøj (DEN)       | 11e                          |
| 142                          | Oliver Knudsen (DEN)         | 87e                          |
| 143                          | Andreas Stokbro (DEN)        | 49e                          |
| 144                          | Mads Østergaard (DEN)        | 98e                          |
| 145                          | Emil Vinjebo (DEN)           |                              |
| 146                          | Cédric Pries (LUX)           | 97e                          |
| 147                          | Colin Heiderscheid (LUX)     | 95e                          |

| Astana Qazaqstan Development Team AQD | Astana Qazaqstan Development Team AQD | Astana Qazaqstan Development Team AQD |
| ------------------------------------- | ------------------------------------- | ------------------------------------- |
| Num                                   | Coureur                               | Pos                                   |
| 151                                   | Nicolas Vinokourov (KAZ)              | 92e                                   |
| 152                                   | Harold Martín López (ECU)             | 38e                                   |
| 153                                   | Alexandre Vinokourov (KAZ)            | 99e                                   |
| 154                                   | Yevgeniy Gidich (KAZ)                 | 93e                                   |
| 155                                   | Daniil Pronskiy (KAZ)                 | 73e                                   |
| 156                                   | Andrey Remkhe (KAZ)                   | 82e                                   |
| 157                                   | Andrey Zeits (KAZ)                    | 86e                                   |

| CIC U Nantes Atlantique UCN | CIC U Nantes Atlantique UCN | CIC U Nantes Atlantique UCN |
| --------------------------- | --------------------------- | --------------------------- |
| Num                         | Coureur                     | Pos                         |
| 161                         | Jordan Jegat (FRA)          | 36e                         |
| 162                         | Yaël Joalland (FRA)         | 77e                         |
| 163                         | Léo Danès (FRA)             |                             |
| 164                         | Maël Guégan (FRA)           | 84e                         |
| 165                         | Robin Plamondon (CAN)       | 44e                         |
| 166                         | Lucas Bourgoyne (USA)       |                             |
| 167                         | Emmanuel Morin (FRA)        |                             |

| Nice Métropole Côte d'Azur NMC | Nice Métropole Côte d'Azur NMC | Nice Métropole Côte d'Azur NMC |
| ------------------------------ | ------------------------------ | ------------------------------ |
| Num                            | Coureur                        | Pos                            |
| 171                            | Jonathan Couanon (FRA)         | 71e                            |
| 172                            | Tristan Delacroix (FRA)        | 2e                             |
| 173                            | Damien Girard (FRA)            | 83e                            |
| 174                            | Jean Goubert (FRA)             | 76e                            |
| 175                            | Jean-Louis Le Ny (FRA)         | 72e                            |
| 176                            | Andrea Mifsud                  |                                |
| 177                            | Maxime Urruty (FRA)            | 75e                            |